# Stephania tomentella
Stephania tomentella är en tvåhjärtbladig växtart som beskrevs av Lewis Leonard Forman. Stephania tomentella ingår i släktet Stephania och familjen Menispermaceae. Inga underarter finns listade i Catalogue of Life.